# Borský vrch
Borský vrch je zcela zalesněný kopec na severovýchodním okraji Nového Boru, na katastrálním území jeho čtvrti Arnultovice. Dosahuje výšky 446 m n. m., oproti městu je jeho vrchol o 60 metrů výše. Vrchol je přístupný po neznačených lesních pěšinách, rozhledu brání hustá zeleň.

## Popis
Nevysoký čedičový kopec je plně zalesněný listnatými stromy. Nižší partie jsou zčásti zastavěné rodinnými domky.
Hranice mezi Lužickými horami a nižší Ralskou pahorkatinou je na linii Nový Bor a Svor, hranice mezi Českým středohořím a Lužickými horami je vedena po linii Nový Bor, Prysk, Česká Kamenice. Nový Bor je tedy na rozhraní Lužických hor, Českého středohoří a Ralské pahorkatiny, v severní části okresu Česká Lípa.

## Historie
Kopec vystřídal řadu různých jmen, Revírníkův, Městský, Velíškův i jiné. Na sklonku 19. století byly na okrajích lesa lavičky s výhledem na město. V roce 1920 kopec koupilo město a zřídilo zde lesopark. Po roce 1945 postupně lesopark i lavičky zanikly.

## Přístup
Zhruba 250 metrů od vrcholu pod jihovýchodním svahem vede Liberecká ulice, která je zároveň silnicí 268. Odtud lze jít nahoru pěšinou, případně využít Vančurovu ulici na jihozápadní straně (směr k zastavěné čtvrti Arnultovice), z níž jsou vedeny další cesty k vrcholu. Žádná z nich není značená či upravená. Od středu města je vrchol vzdálený necelý 1 km a silnice na něj nevede. Pod severozápadním svahem vede železniční Trať 080 z Nového Boru severním směrem.

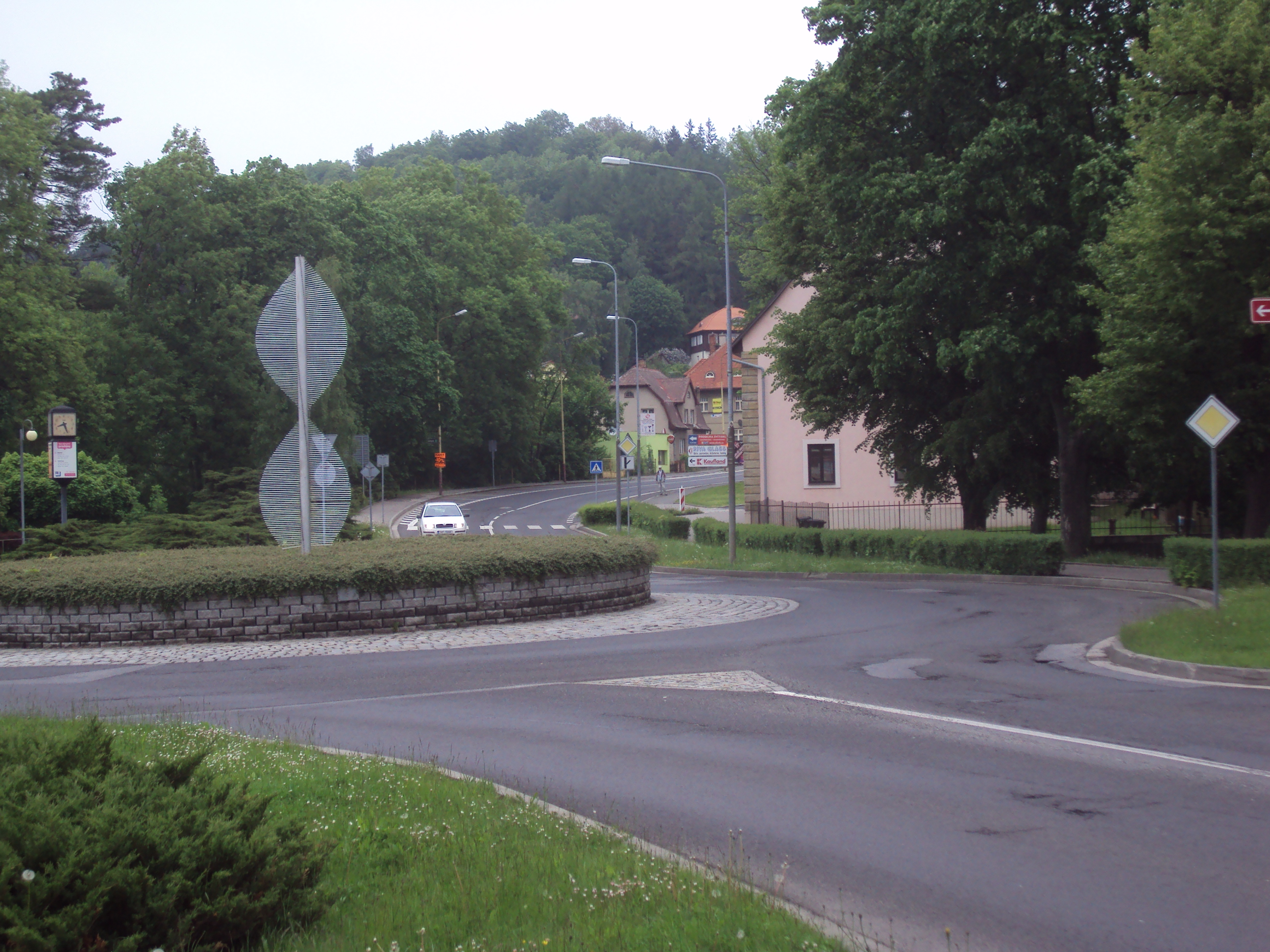
Borský vrch od středu Nového Boru